# Solaris Urbino 24 electric
Solaris Urbino 24 electric je tříčlánkový nízkopodlažní elektrobus, který je vyráběn od roku 2021 polskou firmou Solaris Bus & Coach. Jeho vozová skříň je shodná s vozovou skříní trolejbusu Solaris Trollino 24.

## Popis
Vůz Urbino 24 electric konstrukčně vychází z trolejbusu Solaris Trollino 24. Jedná se o čtyřnápravový nízkopodlažní autobus, který se skládá ze tří článků. Ty jsou navzájem spojeny dvěma klouby a krycími měchy. V pravé bočnici vozu se nacházejí čtvery dvoukřídlé a jedny jednokřídlé dveře. Hnaná náprava je druhá a třetí, každá poháněná vlastním elektromotorem. Řiditelná je pak první a čtvrtá náprava.
Autobusy Solaris Urbino 24 electric jsou nabízeny pouze v provedení MetroStyle. Verze MetroStyle zahrnuje oproti standardním autobusům z řady Solaris Urbino nový design předního čela, kamery namísto zpětných zrcátek a nahrazení předních dvoukřídlých dveří dveřmi jednokřídlými.

## Výroba a provoz
První objednávka 14 autobusů Solaris Urbino 24 electric MetroStyle přišla v říjnu 2021 od dánské společnosti Tide Bus Danmark pro provoz ve městě Aalbourg. V listopadu 2024 získal výrobce Solaris Bus & Coach zakázku na dodání 18 autobusů shodného typu do belgického města Lutych, s plánem na pořízení celkem 45 kusů.